# José Duarte
José Duarte (Campinas, 19 de outubro de 1935 — Campinas, 23 de julho de 2004), foi um treinador de futebol brasileiro. Era conhecido como "Zé do Boné" e "Pai dos técnicos".

## Carreira

### Futebol masculino
Zé Duarte ganhava a vida trabalhando como encanador, e nos domingos comandava o time amador do bairro Proença. Depois de comandar equipes da várzea de Campinas, Zé Duarte iniciou a carreira em clubes profissionais treinando a equipe de juvenis do Guarani FC em 1960, sendo várias vezes campeão infantil e juvenil na Liga Campineira de Futebol durante a década.
Em 1969, foi treinar a AA Ponte Preta, onde substituiu o treinador Cilinho na equipe profissional, e conquistou o título da Série A2 do Campeonato Paulista, sofrendo uma única derrota (para a Francana).
De 1971 a 1975 voltou a trabalhar no Guarani, sendo o técnico que mais tempo ficou à frente do Bugre (cinco anos ininterruptos) e conquistou o tetracampeonato do Troféu Folha de S.Paulo (Campeão do Interior), durante os Campeonatos Paulistas.
Entre suas idas e vindas à Ponte Preta, foi vice-campeão paulista de 1977 e em 1979.
No Guarani, foi campeão da Taça de Prata de 1981.
Foi um treinador que conseguiu ter o respeito das duas torcidas rivais de Campinas, sendo o que por mais tempo (e partidas) dirigiu o Guarani, em sua história. Zé Duarte foi o único técnico, na época do profissionalismo, a sagrar-se Campeão tanto na Ponte Preta como no Guarani.
Passou também por grandes clubes de São Paulo e do Brasil, como Santos, Cruzeiro, Fluminense, Internacional, Atlético-PR e outros.
Formou e treinou no futebol, centenas de jogadores começaram suas carreiras pelas mãos do Seo Zé. Entre eles nomes como: Washington, Careca, Dicá, Almeida, Polozzi, Marco Aurélio, Aílton Lira, Oscar, Júlio César, João Paulo, Sérgio Gomes, entre muitos outros.

### Futebol feminino
Em 1995, Zé Duarte dirigiu a Seleção Brasileira de Futebol Feminino, quando o time conquistou o vice-campeonato do Torneio Internacional de Campinas com uma goleada sobre a Ucrânia, por 7 a 0; Rússia, por 4 a 0 e um empate contra os Estados Unidos, partidas realizadas no estádio Brinco de Ouro. 
Também atuou na direção da Seleção Brasileira de Futebol Feminino nos Jogos Olímpicos de Atlanta, quando o mesmo eliminou Alemanha e o Japão na primeira fase. Seu último trabalho foi como treinador da equipe de futebol feminino do Ponte Preta, durante o Campeonato Paulista de 2001.

## Títulos

### Futebol masculino
Ponte Preta
- Campeonato Paulista - Série A2: 1969

Guarani
- Série B

: 1981
União São João
- Série C

: 1988
Atlético-PR
- Campeonato Paranaense: 1990[9]

Cruzeiro Esporte Clube ( MG)
- Taça Independência (EUA) 1978
- Torneio Cidade de Vigo ( Espanha) 1978

### Futebol feminino
São Paulo Futebol Clube
- Campeão Torneiro Início Campeonato Paulista- 1997
- Campeão Paulista - 1997
- Campeão Torneio da Primavera ( Rio- São Paulo ) - 1997
- Campeão Brasileiro - 1997

Seleção Brasileira
- Quarto Colocado nas Olimpíadas de  Atlanta (1996) e Sydney (2000)
- Campeão Sul Americano (Mar del Plata, Argentina) 1998